# Cumbre Guachaca
La Cumbre Guachaca es una fiesta costumbrista celebrada anualmente en distintas ciudades de Chile. Fue inaugurada en 1998 como conmemoración del fallecimiento del folclorista Roberto Parra, presentándose mayormente grupos de cueca brava y cumbia chilena, e incluye una barra de cocina chilena.
La principal es realizada en la capital del país, Santiago, en abril, cuando son coronados los Reyes Guachaca nacionales y se otorgan los Premios Nicanor a la trayectoria guachaca.

## Historia
Fue ideada por el músico Dióscoro Rojas del colectivo Los Guachacas inspirado en la Cumbre de las Américas, cuya segunda edición fue realizada en Santiago durante 1998. Comenzó en el galpón La Perrera del Parque de los Reyes y asistieron cerca de 200 personas. Fue trasladada al Centro Cultural Estación Mapocho en 2002. Fue extendida a cada región chilena: Quillota en 2003, Valparaíso en 2004, Estocolmo (Suecia) y La Serena en 2005, Concepción, Puerto Montt y Rancagua en 2009, Arica en 2011, Antofagasta y Copiapó en 2012, Iquique en 2013, Punta Arenas en 2014, Curicó y Los Ángeles en 2016 y Alhué en 2018. Fueron suspendidas debido a la pandemia de COVID-19 en 2020 y 2021.

## Artistas

### Santiago
| #   | Año  | Día(s)           | Grupos                                                               |
| --- | ---- | ---------------- | -------------------------------------------------------------------- |
| 1ª  | 1998 | 25 de abril      |                                                                      |
| 2ª  | 1999 | 23 y 24 de abril |                                                                      |
| 13ª | 2010 | 4 y 5 de junio   |                                                                      |
| 14ª | 2011 | 29 y 30 de abril |                                                                      |
| 15ª | 2012 | 20 y 21 de abril |                                                                      |
| 16ª | 2013 | 19 y 20 de abril |                                                                      |
| 17ª | 2014 | 11 y 12 de abril |                                                                      |
| 18ª | 2015 | 17 y 18 de abril |                                                                      |
| 19ª | 2016 | 15 y 16 de abril | Los Parecidos, Los Santiaguinos, Los Viking's 5, Orquesta Huambaly   |
| 20ª | 2017 | 28 y 29 de abril | Los Metayponga, Luis Lambis, La Sonora de Tommy Rey, Sonora Palacios |
| 21ª | 2018 | 27 y 28 de abril | Los Viking's 5, Trío Inspiración, Villa Cariño                       |
| 22ª | 2019 | 11 de mayo       | Guachupé, Los Nogalinos, Los Viking's 5, Trío Inspiración            |

## Reyes Guachaca

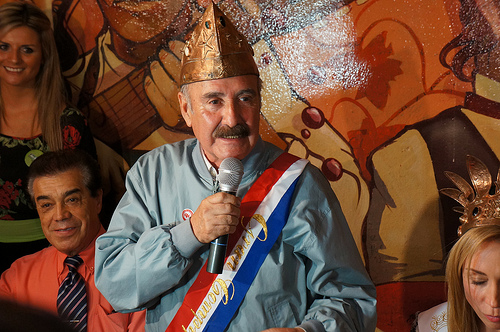
Fernando Farías reinó en 2011.

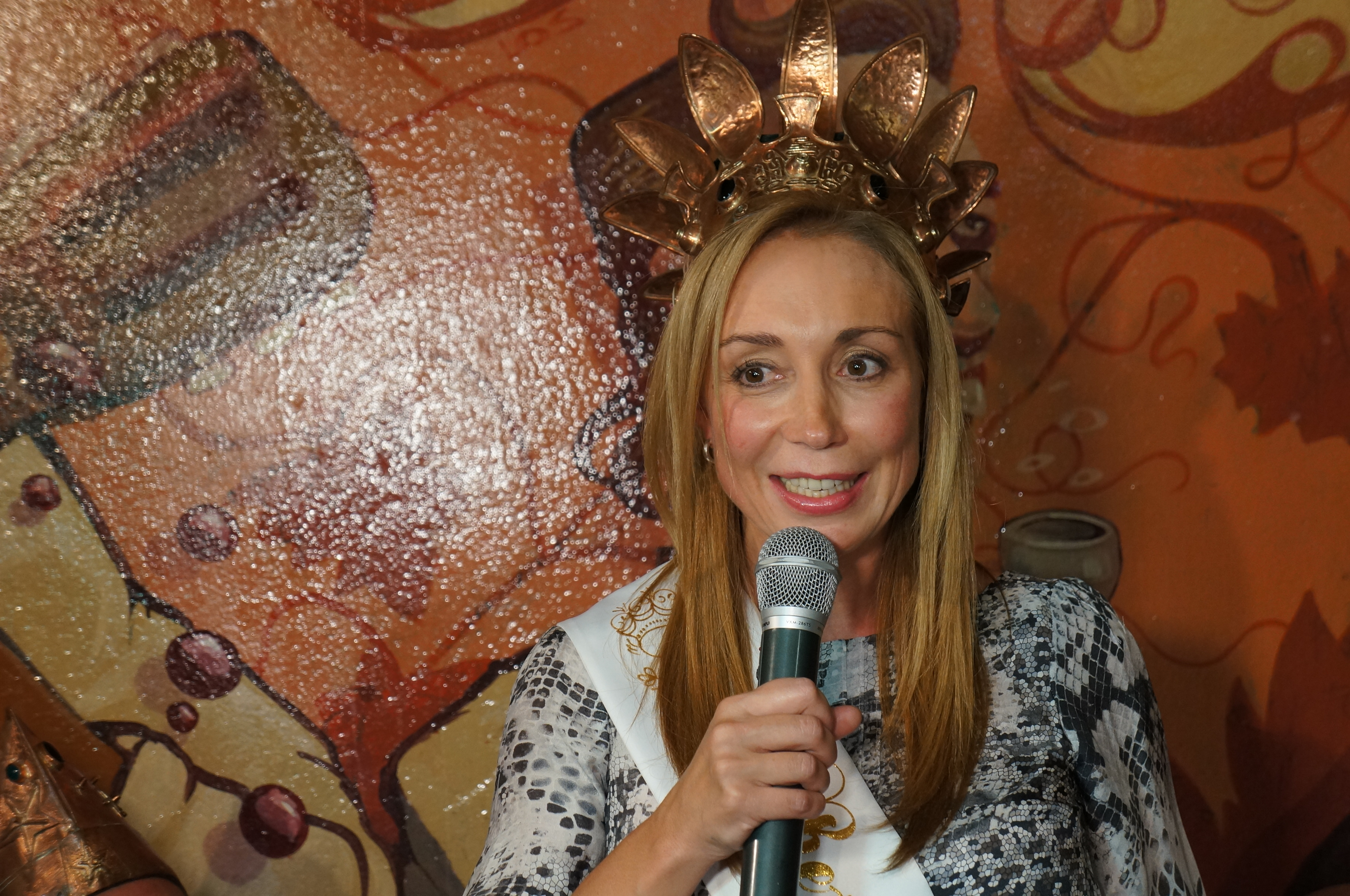
Karen Doggenweiler reinó en 2011.

Desde 2003, la Cumbre Guachaca comenzó a coronar a la reina del evento, a través de una votación popular de candidatas propuestas por la prensa y los medios de comunicación chilenos. La actriz Patricia López fue elegida como la primera reina, mientras que Felipe Camiroaga fue el primer «Gran Compipa» (chilenismo para «compadre») en 2006, título que posteriormente fue reemplazado por el de «Rey Guachaca». Desde entonces, anualmente se realizan elecciones para elegir a los reyes guachaca. Los nacionales son elegidos mediante una votación telemática organizada por el periódico La Cuarta y revelados el día anterior al evento de Santiago. Son condecorados con una banda, una corona labrada en cobre de alta ley con tallados y repujados —el mineral representativo de Chile—, que parodian un cucurucho de papel periódico —llevado por albañiles chilenos— y una flor de añañuca —endémica del norte chileno—, y una medalla. Como antesala es realizada la gala guachaca Chicha Fashion —parodia de la Semana de la Moda—, donde asisten los candidatos y monarcas salientes, quienes hacen la cuenta pública de su gestión.

### Nacionales
| Año  | Gran Compipa        | Perlita             |
| ---- | ------------------- | ------------------- |
| 2003 | No establecido      | Patricia López      |
| 2004 | No establecido      | Adela Secall        |
| 2005 | No establecido      | Tonka Tomicic       |
| 2006 | Felipe Camiroaga    | Matilda Svensson    |
| 2007 | Claudio Borghi      | Javiera Contador    |
| 2008 | Nicolás Copano      | Paty Cofré          |
| 2009 | Ricarte Soto        | Mónica Pérez        |
| 2010 | José Miguel Viñuela | Javiera Acevedo     |
| 2011 | Fernando Farías     | Karen Doggenweiler  |
| 2012 | Rodrigo Salinas     | Scarleth Cárdenas   |
| 2013 | Polo Ramírez        | Delfina Guzmán      |
| 2014 | Koke Santa Ana      | Paola Troncoso      |
| 2015 | Nacho Pop           | Eliana Hernández    |
| 2016 | Miguel Valenzuela   | Botota Fox          |
| 2017 | Pancho Saavedra     | Evelyn Bravo        |
| 2018 | Freddy Guerrero     | María Paz Jorquiera |
| 2019 | Francisco Kaminski  | Pamela Díaz         |
| 2020 | Sebastián Ugarte    | Varias              |

## Premios Nicanor

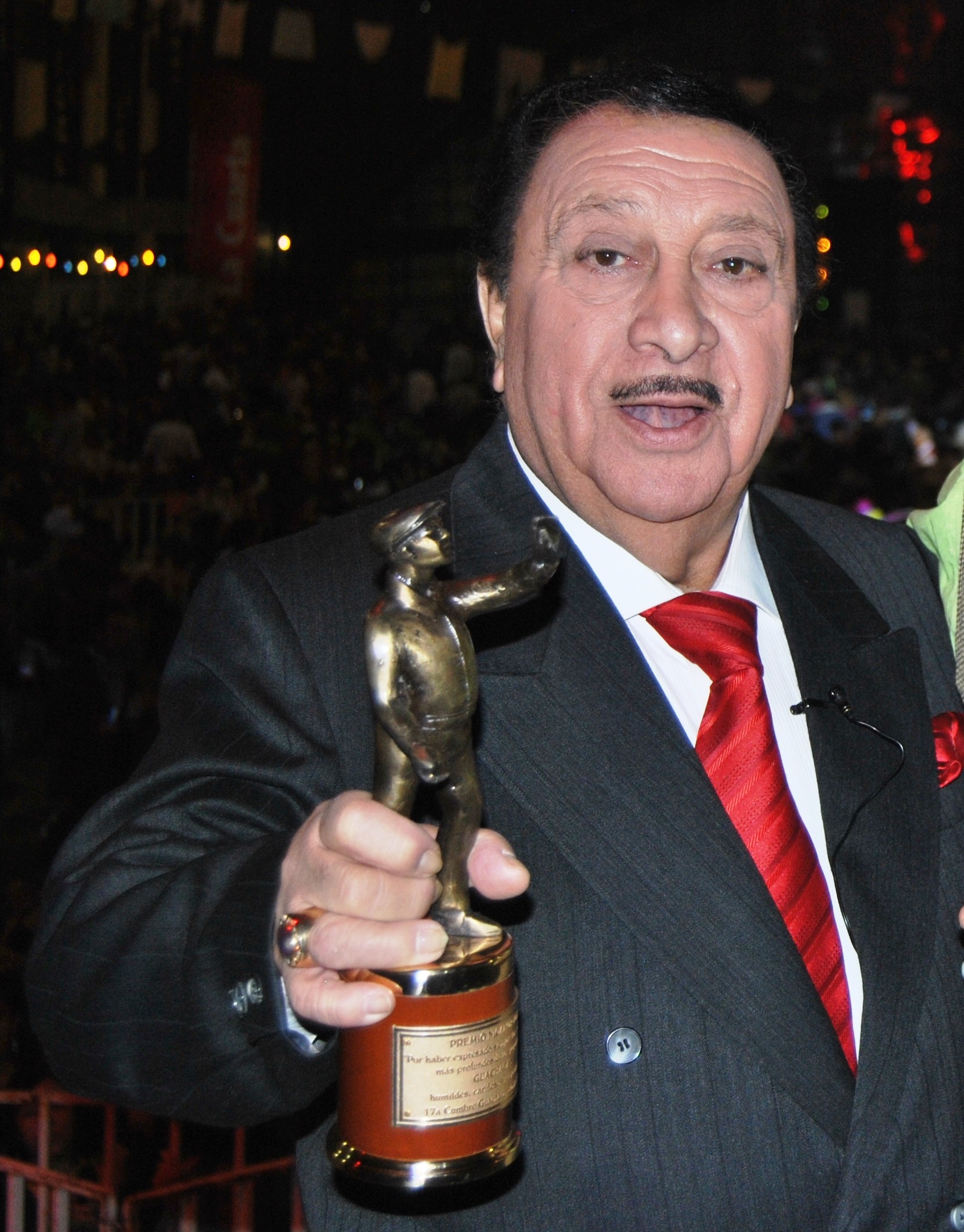
Daniel Vilches fue reconocido en 2014.

Este galardón tiene por objetivo reconocer a quienes hayan realizado un aporte a la vida en tradición Guachaca, bautizados como homenaje a Nicanor Molinare, Nicanor Parra y Nicanor Plaza. Recae en quien haya realizado un gran aporte a la cultura popular chilena.
| Año  | Ganador(es)                        | Motivo                                   |
| ---- | ---------------------------------- | ---------------------------------------- |
| 2013 | Palmenia Pizarro Valentín Trujillo |                                          |
| 2014 | Daniel Vilches                     | «por mantener vivo el género revisteril» |
| 2015 | Coco Legrand                       |                                          |
| 2016 | Carmen Barros                      |                                          |
| 2017 | Jorge Rojas                        |                                          |
| 2019 | Condorito                          | «70 años desde su creación».             |